# Bradford Angier
Bradford Angier (né le 13 mai 1910, mort le 3 mars 1997) était un écrivain et un survivaliste américain. Partisan d'un retour à une vie plus proche de la terre, Bradford Angier a écrit plus de 35 livres sur la manière de survivre dans la nature et comment se nourrir en milieu naturel.

## Biographie
En 1947, Bradford et sa femme Vena vivaient à Boston dans le Massachusetts. Inspiré par les enseignements de Henry David Thoreau, le couple partit s'installer à Hudson's Hope, une petite bourgade canadienne située au nord-est de la Colombie-Britannique, pour y mener une vie simple au contact de la terre. À Hudson's Hope, ils trouvèrent une vieille cabane de prospecteurs. Grâce aux quelques outils récupérés sur place et en s'aidant de plusieurs livres et manuels qu'ils avaient apportés, ils parvinrent à la réparer. Bradford apprit à chasser et à ramasser des baies et autre nourriture sauvage.
Finalement, Bradford commença à écrire des livres sur la vie dans la nature que Vena illustrait à la main. Le couple vécut au Canada jusqu'à la construction du barrage W. A. C. Bennett sur la rivière de la Paix qui les força à déménager. Ils s'installèrent à Cambria en Californie où ils construisirent une maison de moins de 90 m2.
Durant les années 1970, Bradford et Vena retournèrent à Hudson's Hope. En 1972, Bradford écrivit One Acre & Security dans lequel il décrivait comment vivre et se nourrir sur une superficie d'un acre de terrain. À cette époque il devint populaire grâce au mouvement retour à la terre et fut suivi par nombre d'émules qui souhaitaient expérimenter son mode de vie. Il était quelquefois surnommé « M. Outdoors ».
Bradford décédera en 1997, quelques mois après la célébration de son cinquantième anniversaire de mariage avec Vena.

## Ouvrages

### En français
- Coécrit avec Zack Taylor, Le guide marabout du canoë, Éditions Marabout, 1975.
- Guide des plantes sauvages médicinales, Broquet Lavoie, 1990  (ISBN 978-2-89000-246-3).

### En anglais
- At Home in the Woods: Living the Life of Thoreau Today (1951)
- How To Build Your Home in The Woods (1952)
- Living Off the Country: How to Stay Alive in the Woods (1956)
- On Your own in the Wilderness (1958)
- Wilderness cookery (1961)
- We Like It Wild (1963)
- Home in Your Pack: The modern handbook of backpacking (1965)
- Free for the Eating (1966)
- Skills for Taming the Wilds: A Handbook of Woodcraft Wisdom (1967)
- Home in Your Pack: The Modern Handbook of Backpacking (1967)
- Free for the eating (100 Wild Plants, 300 Ways to Use Them) (1967)
- The Outdoorsman's Emergency Manual Being Your Own Wilderness Doctor (1968)
- More free-for-the-eating wild foods (1969)
- How to Stay Alive in the Woods: A Complete Guide to Food, Shelter and Self-preservation That Makes Starvation in the Wilderness Next to the Impossible: Originally Published As Living Off the Country (1969)
- Wilderness Cookery: Complete Outdoor Meals (1970)
- The art and science of talking to the woods (1970)
- Skills for taming the wilds: A handbook of woodcraft wisdom (1972)
- One Acre and Security How to Live Off the Earth Without Ruining it (1972)
- Wildnerness gear you can make yourself (1973)
- Field Guide to Edible Wild Plants (1974)
- The freighter travel manual (1974)
- Survival with Style (1974)
- Home book of cooking venison and other natural meats (1975)
- Wilderness Wife (1976)
- Color field guide to common wild edibles (1976)
- The Master Backwoodsman, Back Woods Man, Wilderness Skills and Campcraft for Ventures off the Beaten Path (1978)
- Field Guide to Medicinal Wild Plants (1978)
- Home cookbook of wild meat and game (1982)
- Looking for Gold: The Modern Prospector's Handbook (Prospecting and Treasure Hunting) (1975)
- Camping-on-the-go cookery (1983)
- Bradford Angier's Backcountry Basics: Wilderness Skills and Outdoor Know-How (1983)
- The Competence Factor: Skills That Make the Difference in Outdoor Sports (1983)
- At home in the desert: Surviving and thriving for a day, a week, or a lifetime (1984)